# Викентије Лерински
Викентије Лерински или Лирински (лат. Vincentius Lerinensis vel Lirinensis, је ранохришћански светитељ, пореклом из Галије. Поштован је као један од отаца цркве.

## Биографија
Викентије је рођен у Тулу северо-источно од модерне Француске. Након служења у војсци замонашио се у Ларинском манастиру. 434. године под псеудонимом Перегрин пише изваштај о Ефешком сабору од 431. године, Нешто касније под истим пседунимом пише и своје најпознатије есеј „Меморандум Велечасни Винсента Леринс.. Умро је у време владавине императора Теодосија II и Валентинијана III, односно , 450. године. Био је високо цењен од стране својих савременика као штоје свети Евхарије Лионски који га је оценио као свети човек, изузетне елоквентности и знања.
Од почетка реформације Викентијев „Меморандум“ је у више наврата прештампаван на разним језицима.